# Slade
Slade is een Britse rockgroep, die tot het midden van de jaren zeventig in Groot-Brittannië zeer populair was: in de jaren 1971 tot en met 1973 had de groep daar zes nummer 1-hits, waarvan de laatste drie (Cum on feel the noize, Skweeze me pleeze me en Merry Xmas everybody) alle vanuit het niets op de toppositie belandden. Slade was afkomstig uit de Midden-Engelse industriestad Wolverhampton.

## Bezetting
- Noddy Holder, zang en gitaar
- Dave Hill, gitaar
- Jim Lea, basgitaar, gitaar, piano, viool
- Don Powell, drums

## Geschiedenis

### Succesperiode
Slade begon als The 'N Betweens in 1966, een typische modband. Op aanraden van Chas Chandler, bassist bij The Animals en manager van Jimi Hendrix, ging de band vanaf 1969 verder als skaband Ambrose Slade, met millimeterkapsels. Het grote succes kwam er echter nog niet van.
Begin 1970 werd de band - vanaf dan Slade geheten - het zat en begon blues te spelen in een stijl die tegen hardrock aan zat. De band werd enorm populair in het clubcircuit en scoorde in de zomer van 1971 de eerste hit: Get down and get with it werd nummer 15 in de Britse hitlijsten, en nummer 6 in Nederland, dankzij steun van zeezender Radio Noordzee, waar de single Treiterschijf was.
Jimmy Lea vond dat de band beter in kon haken op de glamrage die onder meer door T-Rex op gang was gekomen. Noddy en Dave vonden dat hun arbeidersklasse- en bluesachtergrond erin verweven moest worden, waarop Coz I luv you gemaakt werd, dat in november 1971 een regelrechte Engelse nummer 1-hit werd. Samen met producer Chas Chandler was een sound uitgevonden die tot in 1974 gehandhaafd bleef: harde, makkelijk in het gehoor liggende muziek met alledaagse in streekaccent gezongen teksten, waarvan de titel bijna fonetisch geschreven werd. Een rij van tien top 10-hits volgde in Engeland, ook in Europa scorend, maar de Verenigde Staten raakten niet overtuigd, ook al werd Merry Xmas everybody in New York opgenomen.
Vanaf 1974 scoorde Slade met nummers die een andere, ingewikkeldere sound gebruikten; Everyday, The bangin' man, Far far away en How Does It Feel (door Noel Gallagher uitgeroepen tot een van hun beste composities). Die laatste twee nummers waren afkomstig uit de film Slade in Flame over een popgroep uit de jaren 60 en de keerzijde van de roem; de film werd voor Slade-begrippen te somber bevonden. Nu de glamrock over z'n hoogtepunt heen was achtte Slade de tijd rijp om Amerika te veroveren; de band verhuisde voor twee jaar naar de VS en bracht er singles uit die geen indruk maakten op het grote publiek. Ook in eigen land raakte Slade uit de gratie, hoewel het na thuiskomst opgenomen album Whatever happened to Slade goed werd ontvangen door de punkgeneratie. De zaken liepen zo slecht dat Dave Hill besloot om als chauffeur op bruiloften te gaan werken; het bleef slechts bij één rit in zijn eigen limousine. Noddy Holder werd door AC/DC gevraagd om hun overleden zanger Bon Scott op te volgen, maar hij sloeg het aanbod af.

### Comeback
In 1980 was hardrock, inmiddels heavy metal genoemd, in navolging van de hardcore punk, opnieuw populair geworden in Groot-Brittannië. Hét heavy metal-festival bij uitstek, het Reading Festival, zocht invallers voor de plots verhinderde band van Ozzy Osbourne. Het om de hoek wonende Slade bood zich aan. Tot grote verbazing van de muziekpers was het publiek vanaf de opkomst van Slade op het podium reeds verkocht, niet alleen uit nostalgie, maar ook door de nieuwe nummers, waarvan We'll bring the house down een Engelse top tien-hit werd.
Vanaf Lock up your daughters in 1981 scoorde de groep ook weer hits in Europa. Zelfs Merry Xmas everybody werd in 1983 opnieuw een hit in Engeland, toen My oh my aldaar nummer 2 stond.
In de VS begon het succes onverwacht toen heavymetalgroep Quiet Riot met hun bewerking van Cum on feel the noize nummer 2 in de Billboard Hot 100 stond. Ook andere hardrockgroepen als het Finse Hanoi Rocks gingen Sladesongs in hun repertoire opnemen. Run runaway werd de eerste Amerikaanse hit voor Slade en behaalde in 1984 de top 20.
Daarna liep het succes weer terug; Noddy wilde niet meer op tournee omdat hij moe was geworden van al het reizen en de band laste een rustpauze van anderhalf jaar in. De zanger werd in 1987 in de adelstand verheven.
Plannen om in 1990 een nieuw album uit te brengen gingen niet door, wel verscheen in 1991 de single  
Radio Wall of Sound (met een cameo-optreden van BBC Radio 1-diskjockey Mike Read) die aan het einde van dat jaar een hit werd. De week nadat Radio wall of sound uit de hitparade was verdwenen, kwam Merry Xmas everybody opnieuw binnen.
Noddy Holder - met zijn bijzonder karakteristieke stemgeluid -  verliet de band in 1991; hij ging acteren en programma's presenteren voor ITV. Jim Lea stopte in 1992 en ging achter de schermen werken. In 1994 produceerde hij een reggaeversie van Coz I luv you door (ex-)leden van skaband The Specials.
Dave Hill en Don Powell gingen verder als Slade II (in 1997 verkort tot Slade) waarmee ze nog steeds in het gouwe ouwe-circuit toeren; met name in West-Europa, Scandinavië en Rusland.
Zanger in deze band werd Steve Whalley, die op zijn beurt op 30 juni 2005 bekendmaakte Slade te verlaten. Van 2005 tot 2019 werd de zang verzorgd door Mal McNulty (The Sweet 1985-1992) en vervolgens door Russell Keefe. Don Powell werd als drummer van de band in 2020 vervangen door Alex Bines.

## Hitoverzicht

### Albums
| Album met eventuele hitnotering(en) in de Nederlandse Album Top 100 | Datum van verschijnen | Datum van binnenkomst | Hoogste positie | Aantal weken | Opmerkingen |
| ------------------------------------------------------------------- | --------------------- | --------------------- | --------------- | ------------ | ----------- |
| Coz I luv you                                                       |                       | 1-4-1972              | 18              | 2            |             |
| Slayed                                                              |                       | 23-12-1972            | 11              | 8            |             |
| Seiz                                                                |                       | 13-10-1973            | 15              | 4            |             |
| Wall of hits                                                        |                       | 7-12-1991             | 63              | 6            |             |

### Singles
| Single met eventuele hitnotering(en) in de Nederlandse Top 40 | Datum van verschijnen | Datum van binnenkomst | Hoogste positie | Aantal weken | Opmerkingen |
| ------------------------------------------------------------- | --------------------- | --------------------- | --------------- | ------------ | ----------- |
| Get down and get with it                                      |                       | 10-7-1971             | 6               | 8            |             |
| Coz I luv you                                                 |                       | 4-12-1971             | 3               | 13           |             |
| Look wot you dun                                              |                       | 19-02-1972            | 2               | 11           | Alarmschijf |
| Take me bak 'ome                                              |                       | 03-06-1972            | 5               | 8            |             |
| Mama weer all crazee now                                      |                       | 23-09-1972            | 9               | 8            |             |
| Gudbuy t'Jane                                                 |                       | 09-12-1972            | 4               | 11           |             |
| Cum on feel the noize                                         |                       | 10-03-1973            | 8               | 7            |             |
| Skweeze me, pleeze me                                         |                       | 14-07-1973            | 11              | 6            |             |
| My friend Stan                                                |                       | 27-10-1973            | 13              | 6            |             |
| Merry Xmas everybody                                          |                       | 22-12-1973            | 3               | 7            |             |
| Everyday                                                      |                       | 04-05-1974            | 4               | 9            |             |
| The bangin' man                                               |                       | 27-07-1974            | 22              | 6            |             |
| Far far away                                                  |                       | 09-11-1974            | 15              | 8            |             |
| How does it feel                                              |                       | 22-02-1975            | tip             | -            |             |
| Thanks for the memory                                         |                       | 31-05-1975            | 24              | 4            | Alarmschijf |
| In for a penny                                                |                       | 06-12-1975            | tip             | -            |             |
| Let's call it quits                                           |                       | 04-1976               | tip             | -            |             |
| We'll bring the house down                                    |                       | 04-1981               |                 |              |             |
| Lock up your daughters                                        |                       | 24-10-1981            | 17              | 6            |             |
| My oh my                                                      |                       | 17-12-1983            | 8               | 7            |             |
| Run runaway                                                   |                       | -                     |                 |              |             |
| Radio wall of sound                                           |                       | 09-11-1991            | 14              | 6            | Alarmschijf |
| Merry Xmas everybody                                          |                       | 21-12-1991            | 26              | 3            | re-release  |

| Single met hitnotering(en) in de Vlaamse Ultratop 50 | Datum van verschijnen | Datum van binnenkomst | Hoogste positie | Aantal weken | Opmerkingen                 |
| ---------------------------------------------------- | --------------------- | --------------------- | --------------- | ------------ | --------------------------- |
| Get down and get with it                             | 21-05-1971            | 04-09-1971            | 30(2wk)         | 2            | Nr. 24 in de Radio 2 Top 30 |
| Coz I luv you                                        | 08-10-1971            | 01-01-1972            | 7(2wk)          | 10           | Nr. 6 in de Radio 2 Top 30  |
| Look wot you dun                                     | 28-01-1972            | 11-03-1972            | 12              | 9            | Nr. 11 in de Radio 2 Top 30 |
| Take me bak 'ome                                     | 26-05-1972            | 10-06-1972            | 11              | 10           | Nr. 13 in de Radio 2 Top 30 |
| Mama weer all crazee now                             | 25-08-1972            | 30-09-1972            | 11              | 11           | Nr. 10 in de Radio 2 Top 30 |
| Gudbuy t'Jane                                        | 17-11-1972            | 09-12-1972            | 5               | 12           | Nr. 5 in de Radio 2 Top 30  |
| Cum on feel the noize                                | 23-02-1973            | 17-03-1973            | 5               | 9            | Nr. 6 in de Radio 2 Top 30  |
| Skweeze me, pleeze me                                | 22-06-1973            | 07-07-1973            | 11              | 9            | Nr. 7 in de Radio 2 Top 30  |
| My friend Stan                                       | 28-09-1973            | 20-10-1973            | 7               | 12           | Nr. 6 in de Radio 2 Top 30  |
| Merry Xmas everybody                                 | 07-12-1973            | 15-12-1973            | 3(2wk)          | 9            | Nr. 2 in de Radio 2 Top 30  |
| Everyday                                             | 29-03-1974            | 11-05-1974            | 22              | 2            | Nr. 17 in de Radio 2 Top 30 |
| The bangin' man                                      | 28-06-1974            | 17-08-1974            | 18              | 3            | Nr. 22 in de Radio 2 Top 30 |
| Far far away                                         | 11-10-1974            | 30-11-1974            | 24              | 3            | Nr. 20 in de Radio 2 Top 30 |
| My oh my                                             | 11-11-1983            | 31-12-1983            | 4               | 9            | Nr. 4 in de Radio 2 Top 30  |
| Run runaway                                          | 13-01-1984            | 07-04-1984            | 33              | 2            | Nr. 27 in de Radio 2 Top 30 |
| Radio wall of sound                                  | 07-10-1991            | 30-11-1991            | 21              | 7            | Nr. 16 in de Radio 2 Top 30 |

### NPO Radio 2 Top 2000
| Nummers met noteringen in de NPO Radio 2 Top 2000 | '99  | '00  | '01  | '02 | '03  | '04 | '05  | '06  | '07  | '08  | '09  | '10  | '11  | '12  | '13  | '14  | '15  | '16  | '17  | '18  | '19  | '20  | '21  |
| ------------------------------------------------- | ---- | ---- | ---- | --- | ---- | --- | ---- | ---- | ---- | ---- | ---- | ---- | ---- | ---- | ---- | ---- | ---- | ---- | ---- | ---- | ---- | ---- | ---- |
| Coz I Luv You                                     | 884  | 534  | 895  | 883 | 984  | 972 | 1069 | 1388 | 1426 | 1172 | 1295 | 1590 | 1888 | -    | -    | -    | -    | -    | -    | -    | -    | -    | -    |
| Far Far Away                                      | -    | 914  | 1003 | 881 | 518  | 996 | 1087 | 1268 | 1624 | 1102 | 1362 | 1522 | 1821 | 1890 | -    | -    | -    | -    | -    | -    | -    | -    | -    |
| Get Down with It                                  | 1452 | -    | -    | 714 | 1207 | -   | -    | -    | -    | -    | -    | -    | -    | -    | -    | -    | -    | -    | -    | -    | -    | -    | -    |
| How Does It Feel                                  | -    | 1606 | -    | -   | -    | -   | -    | -    | -    | -    | -    | -    | -    | -    | -    | -    | -    | -    | -    | -    | -    | -    | -    |
| Merry Xmas everybody                              | -    | 593  | 816  | 897 | 937  | 946 | 1168 | 1172 | 1346 | 1105 | 1103 | 1199 | 1309 | 1711 | 1550 | 1635 | 1869 | 1821 | 1898 | 1885 | 1760 | 1947 | 1946 |

1. ↑  Een '-' betekent dat het nummer niet was genoteerd en een vetgedrukt getal geeft de hoogste notering van een nummer aan.
2. ↑  Deze tabel is bijgewerkt tot en met de meest recente editie (2024).

## Voetnoten
1. ↑  Officiële website Steve Whalley
2. ↑  Vertrek Steve Whalley